# Marie Depret
Marie Caroline Renée Depret (* 3. Juni 1899 in Paris; † unbekannt) war eine französische Autorennfahrerin.

## Karriere als Rennfahrerin
Marie Depret, geborene Marie Bohomoletz, startete 1933 beim 24-Stunden-Rennen von Le Mans. Als Partner von Pierre Bussienne fuhr sie einen von Guy Bouriat gemeldeten Bugatti Type 50S, der nach 119 Runden mit einem Kühlerschaden ausfiel. 

## Statistik

### Le-Mans-Ergebnisse
| Jahr | Team        | Fahrzeug         | Teamkollege      | Platzierung | Ausfallgrund |
| ---- | ----------- | ---------------- | ---------------- | ----------- | ------------ |
| 1933 | Guy Bouriat | Bugatti Type 50S | Pierre Bussienne | Ausfall     | Kühler       |